# Macchina per cialde

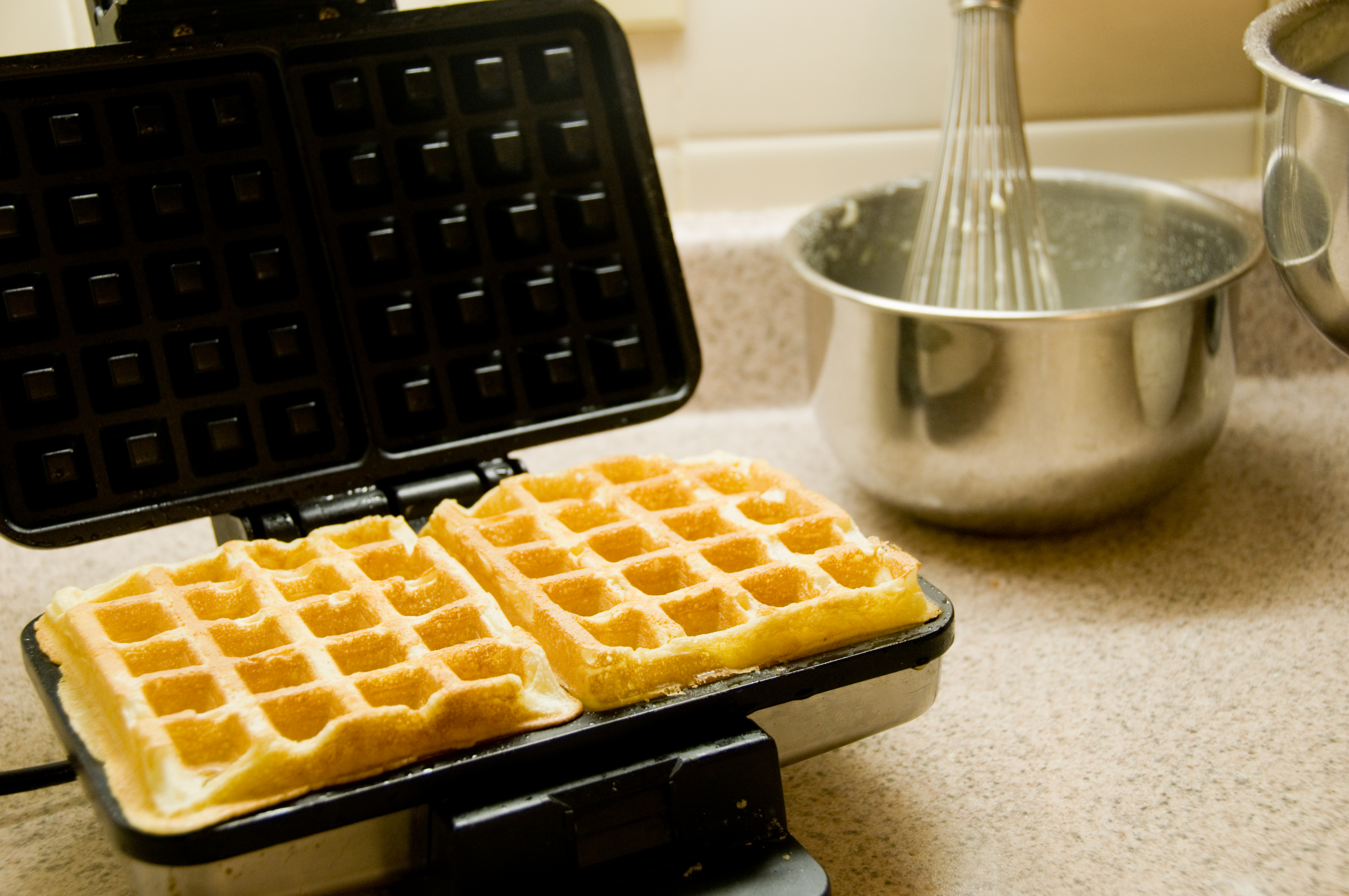
Due waffle all'interno di una piastra

La macchina per cialde, anche detta piastra per cialde, è un utensile utilizzato per cucinare diversi tipi di cialde quali le gaufre e i waffle.

## Storia
Le prime macchine per cialde furono progettate nei Paesi Bassi intorno al quattordicesimo secolo ed erano costruite da due piastre di ferro collegate a due lunghe maniglie di legno. Le lastre di ferro presentavano solitamente motivi decorativi che venivano poi riprodotti sulla pastella cotta fra cui stemmi, paesaggi o simboli religiosi. I waffle venivano quindi posti sulla fiamma di un focolare.
Nel 1869, l'inventore americano Cornelius Swartwout brevettò il waffle iron, che perfezionava il meccanismo delle prime piastre per waffle che presentava una maniglia e una specie di collare che manteneva fisse le due piastre ruotando intorno ad esse. Tale sistema permetteva al cuoco di capovolgere l'attrezzo senza correre il pericolo di ustionarsi o di far cadere a terra l'apparecchio.
Nel 1891 John Kleimbach, un immigrato tedesco che viveva a Shamokin, in Pennsylvania, divenne un venditore ambulante di waffle dopo aver modificato una piastra per cialde del Mansion House Hotel. Kliembach vendette waffle per un centesimo cadauno e dieci centesimi per ciascuna dozzina. Grazie alla sua invenzione, Kleimbach si fece un nome durante la Fiera Colombiana di Chicago.
Nel 1911, la General Electric produsse un prototipo di macchina per cialde e iniziò a produrre macchine per cialde in serie solo intorno al 1918. Con il passare del tempo, man mano che cresceva la domanda di tali dolci, i progettisti iniziarono a rendere più decorative le piastre per waffle.

## Caratteristiche

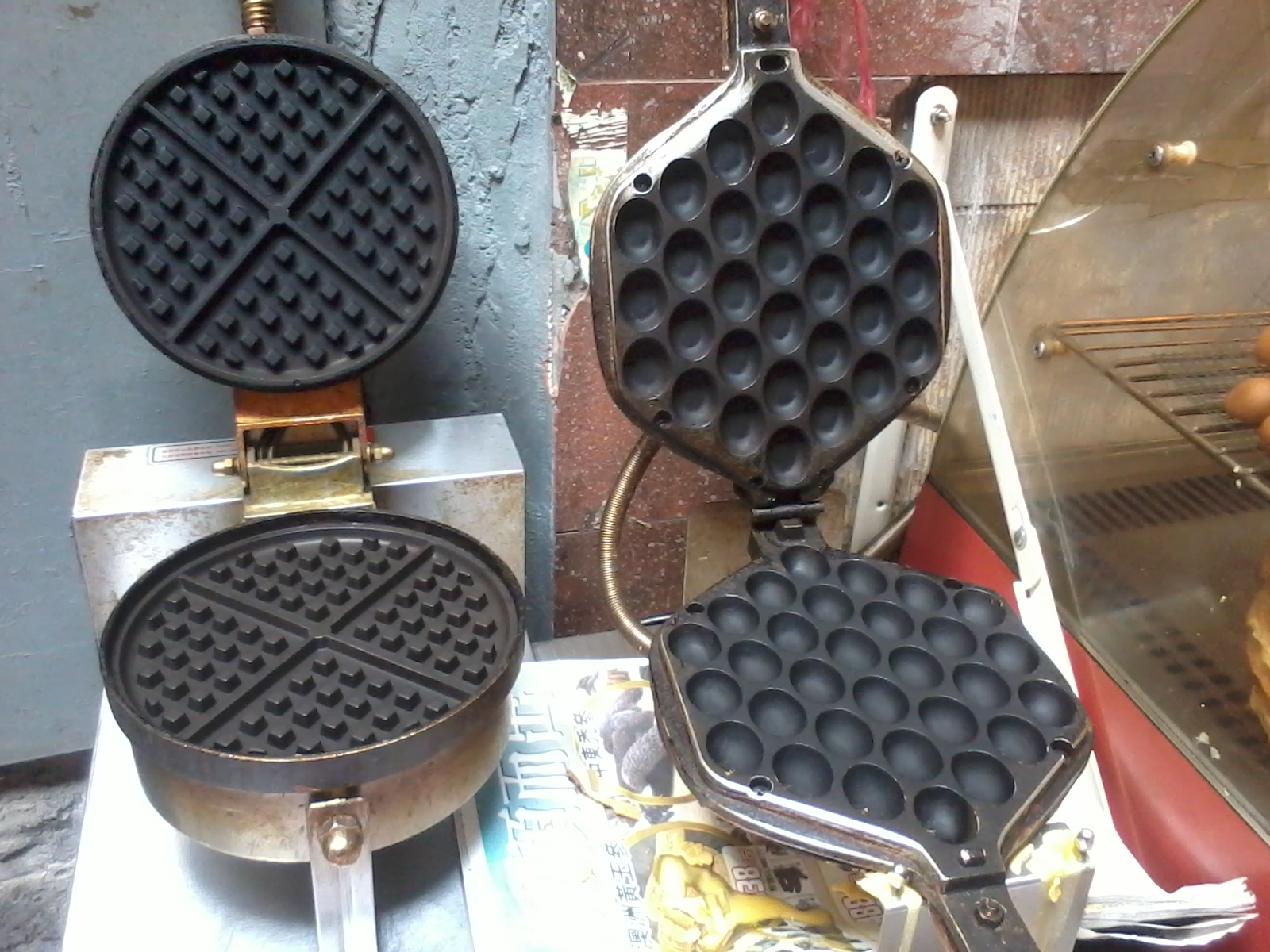
Piastre per cialde

Di solito, una macchina per cialde è costituita da due piastre metalliche speculari e con scanalature a mo' di nido d'ape al loro interno che conferiscono ai waffle la loro singolare superficie a griglia. Per preparare i waffle con tale strumento, bisogna versare la pastella sulla superficie inferiore e comprimere immediatamente fra di loro le due parti dell'attrezzo. Le moderne griglie per waffle sono elettrodomestici che vengono riscaldati da un termostato presente al loro interno. Alcuni modelli hanno piastre rimovibili. Le piastre per waffle sono solitamente rivestite in teflon, che è un materiale antiaderente, mentre gli esemplari più professionali sono in ghisa. Le macchine per cialde possono preparare dolci di svariate forme e spessori e alcune hanno piastre decorate con motivi creativi di sorta. Alcune vengono utilizzate per preparare alimenti correlati come le ferratelle e gli stroopwafel.